# متلازمة لاون-غانونغ-ليفاين
متلازمة لون غانونغ ليفين هي متلازمة سابقة للإثارة في القلب بسبب الاتصالات الكهربائية غير طبيعية بين الأذينين والبطينين. وبمجرد الاعتقاد بأن تنطوي على مسار التوصيل إضافي، يتم جمعها بمتلازمة وولف -باركنسون -وايت كسبب لتسرع القلب بسبب إعادة الدخول الأذيني البطيني.
لدى الأفراد الذين يعانون من هذه المتلازمة قصر بين P وR مع وجود نسبة طبيعية لـ QRS وحدوث نوبات من عدم انتظام دقات القلب ذات أهمية من الناحية السريرية.

## الفيزيولوجيا المرضية
اعتُقد في الأصل أن متلازمة إل جي إل تتضمن مسارًا موصلاً إضافيًا سريعًا (حزمة جيمس)، يربط الأذينتين مباشرة بحزمة هس، متجاوزًا العقدة الأذينية البطينية بطيئة التوصيل. على أي حال، لم يُعثر على أي دليل يشير إلى وجود مسار توصيلي إضافي أو خلل بنيوي عند غالبية مرضى إل جي إل الذين دُرست الفيزيولوجيا الكهربية لديهم. في حين أن عددًا قليلًا من الحالات يُعثر فيها على شكل من أشكال الألياف داخل العقدة أو جانب العقدة التي تتجاوز العقدة الأذينية البطينية بصورة كاملة أو جزئية مع التوصيل اللاحق إلى أسفل نظام بركنجي-هس الطبيعي، يُشاهد في معظم الحالات مسافة بّي آر قصيرة بسبب التوصيل السريع عبر العقدة الأذينية البطينية. لذلك يُعتقد أن متلازمة إل جي إل تمثل متلازمة سريرية ذات أسباب كامنة متعددة ومختلفة.

## التشخيص
تُشخص متلازمة إل جي إل بعد اختبار نوبات من عدم انتظام ضربات القلب (عدم انتظام ضربات القلب) مع مسافة بّي آر أقل من أو تساوي 0.12 ثانية (120 ميللي ثانية) مع مركب كيو آر إس طبيعي من ناحيتي الشكل والمدة على مخطط كهربية القلب في أثناء الراحة. إن مسافة بّي آر القصيرة التي يُعثر عليها صدفة على مخطط كهربية القلب دون ترافقها بنوبات تسرع القلب تمثل ببساطة متغيرًا حميدًا على التخطيط.
يمكن تمييز إل جي إل عن متلازمة وولف باركنسون وايت (دبليو بّي دبليو) باستخدام موجات دلتا التي تظهر في متلازمة وولف باركنسون وايت بينما تغيب عند مرضى إل جي إل. يكون مركب كيو آر إس ضيقًا أيضًا في متلازمة إل جي إل، على عكس وولف باركنسون وايت، لأن التوصيل البطيني يتم عبر نظام بركنجي-هس. تمثل متلازمة إل جي إل تشخيصًا سريريًا ظهر قبل ظهور دراسات الفيزيولوجيا الكهربية. من المهم إدراك أن موجة دلتا لا تشاهد عند جميع مرضى وولف باركنسون وايت؛ لا ينفي غيابها الإصابة بصورة قاطعة.

## المآل
لا يرتفع خطر الموت المفاجئ لدى مرضى متلازمة إل جي إل. تقتصر مظاهر المراضة المرتبطة بالمتلازمة على حدوث نوبات انتيابية من عدم انتظام ضربات القلب، التي تشمل تسرع القلب الجيبي، وتسرع القلب بسبب إعادة الدخول بالعقدة الأذينية البطينية، والرجفان الأذيني، والرفرفة الأذينية.